# 蘭開斯特門站
蘭開斯特門站（英語：Lancaster Gate tube station）是倫敦地鐵的一個車站，位於西敏市肯辛頓花園北側。蘭開斯特門站是中央線的車站，兩側車站是女王道站和石拱門站，位於倫敦軌道運輸第1收費區。車站開通於1900年7月30日。2006年，蘭開斯特門站在2006年進行了翻新工程。

## 歷史
本站於1900年7月30日開通時是中央倫敦鐵路首通段的中途站。原有的車站建築已於1968年被拆卸，原址最初發展成一座辦公室大廈，但後來變成一座酒店。
2006年7月至11月期間，本站曾暫停服務，以進行升降機及車站其他部分的翻新工程。由於車站空間不足，站內的升降機無法於車站運作時被逐一更換。本站因此亦曾於2017年1月至6月停止服務，以全數更換站內的升降機。

## 轉乘安排
倫敦交通局於本站設有出閘轉乘機制，使用蠔卡或其他非接觸式支付系統於指定時間內於本站與帕丁頓國鐵車站 / 伊利沙伯線車站間轉綫，計算車資時會被視作一程車程。雖然如此，本站與帕丁頓兩座地鐵站間均沒有設相同機制。

## 接駁交通
倫敦巴士94、148、274號和通宵路線N207號線均服務本站。

## 鄰近地標
- 肯辛頓花園
- 海德公園

## 車站相片

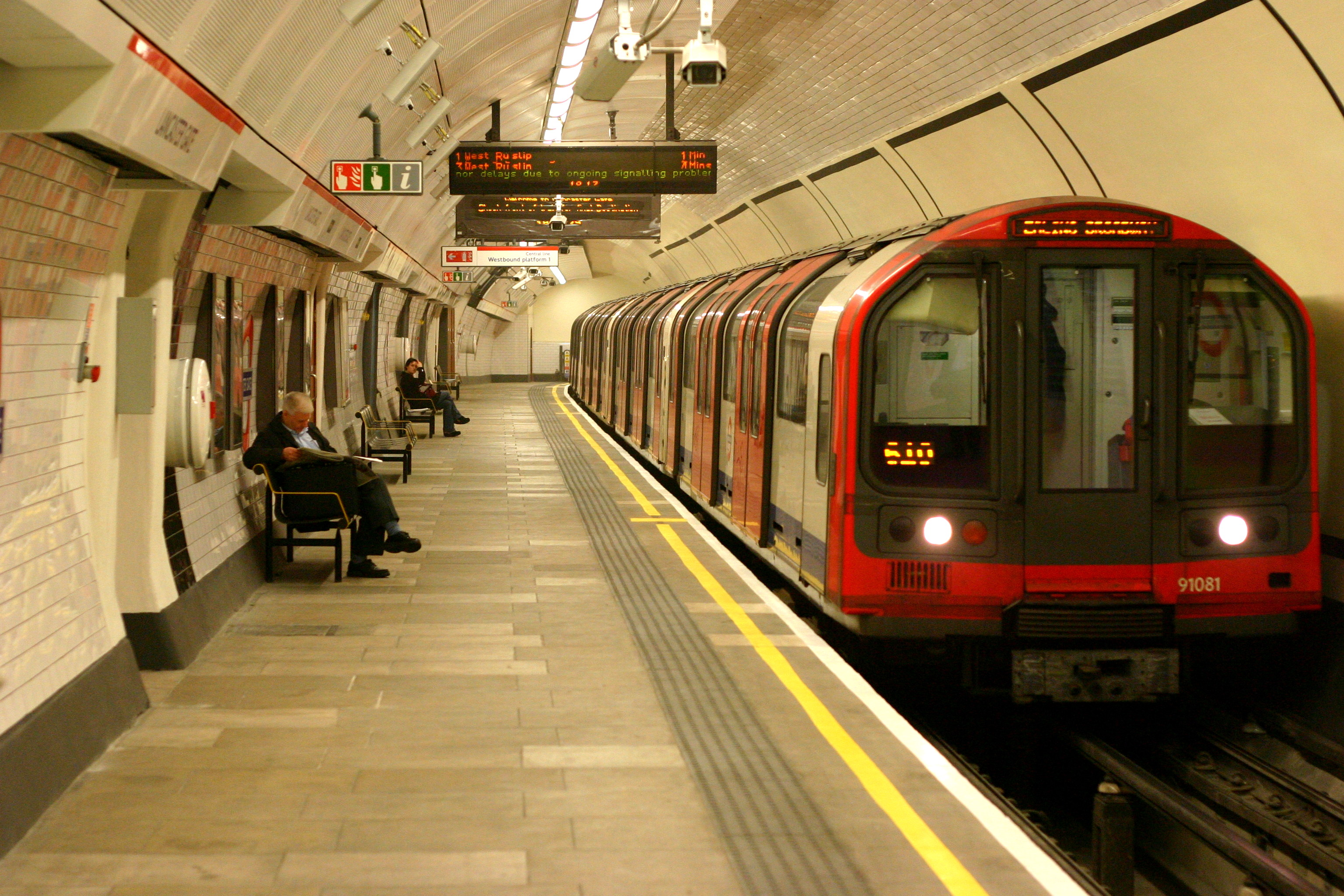
西行列車（倫敦地鐵1992年型列車）
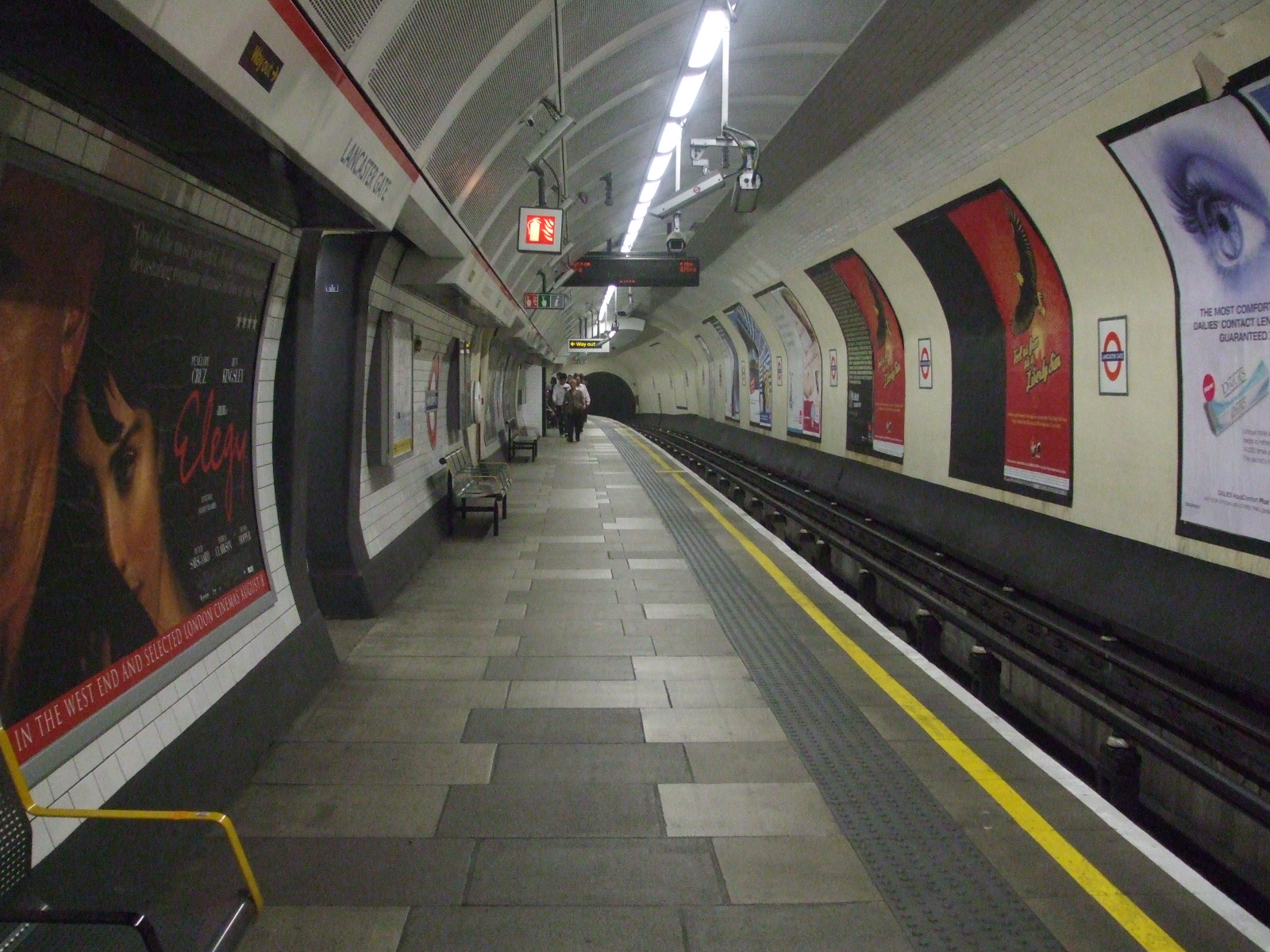
東行月台
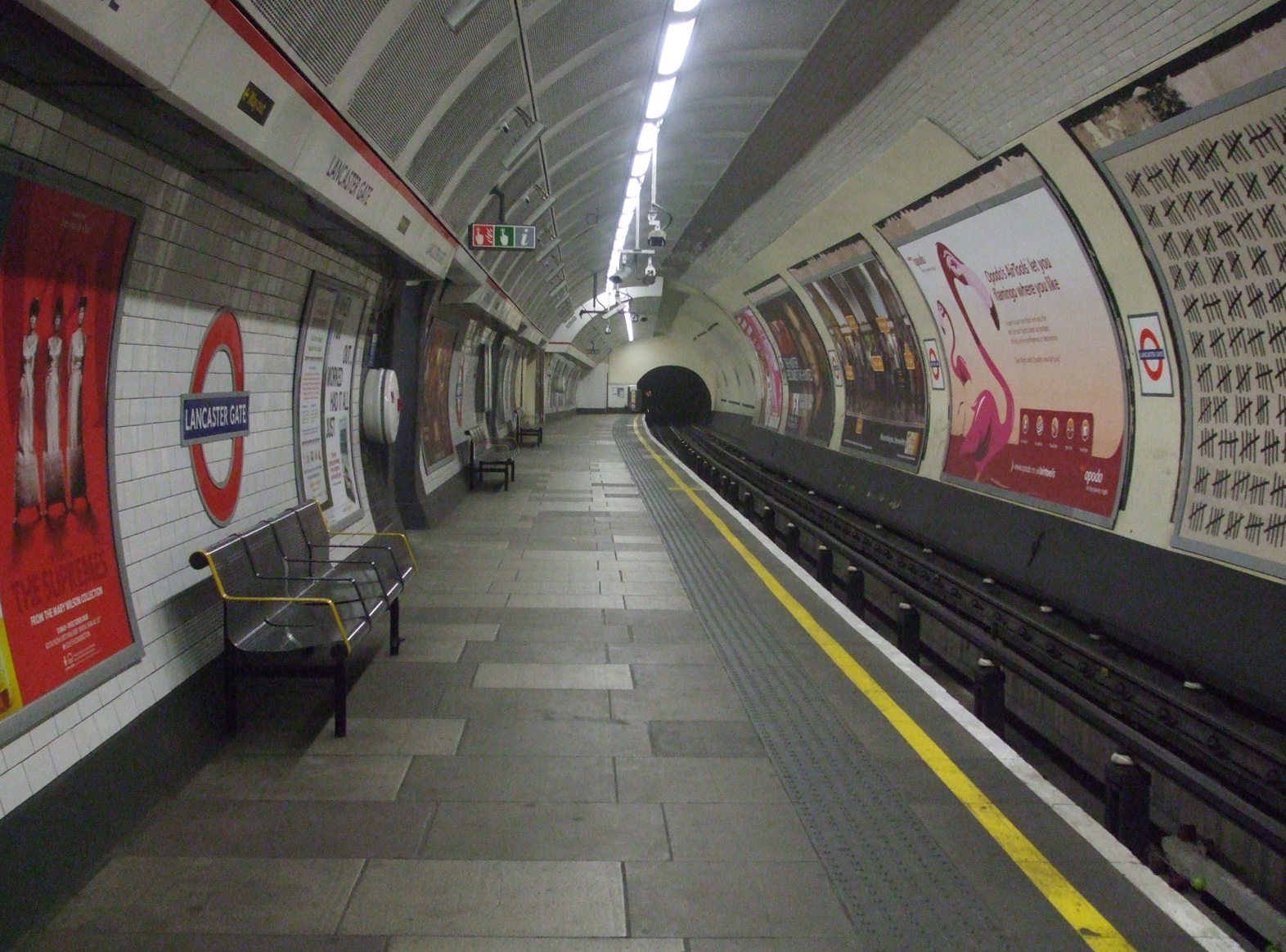
西行月台
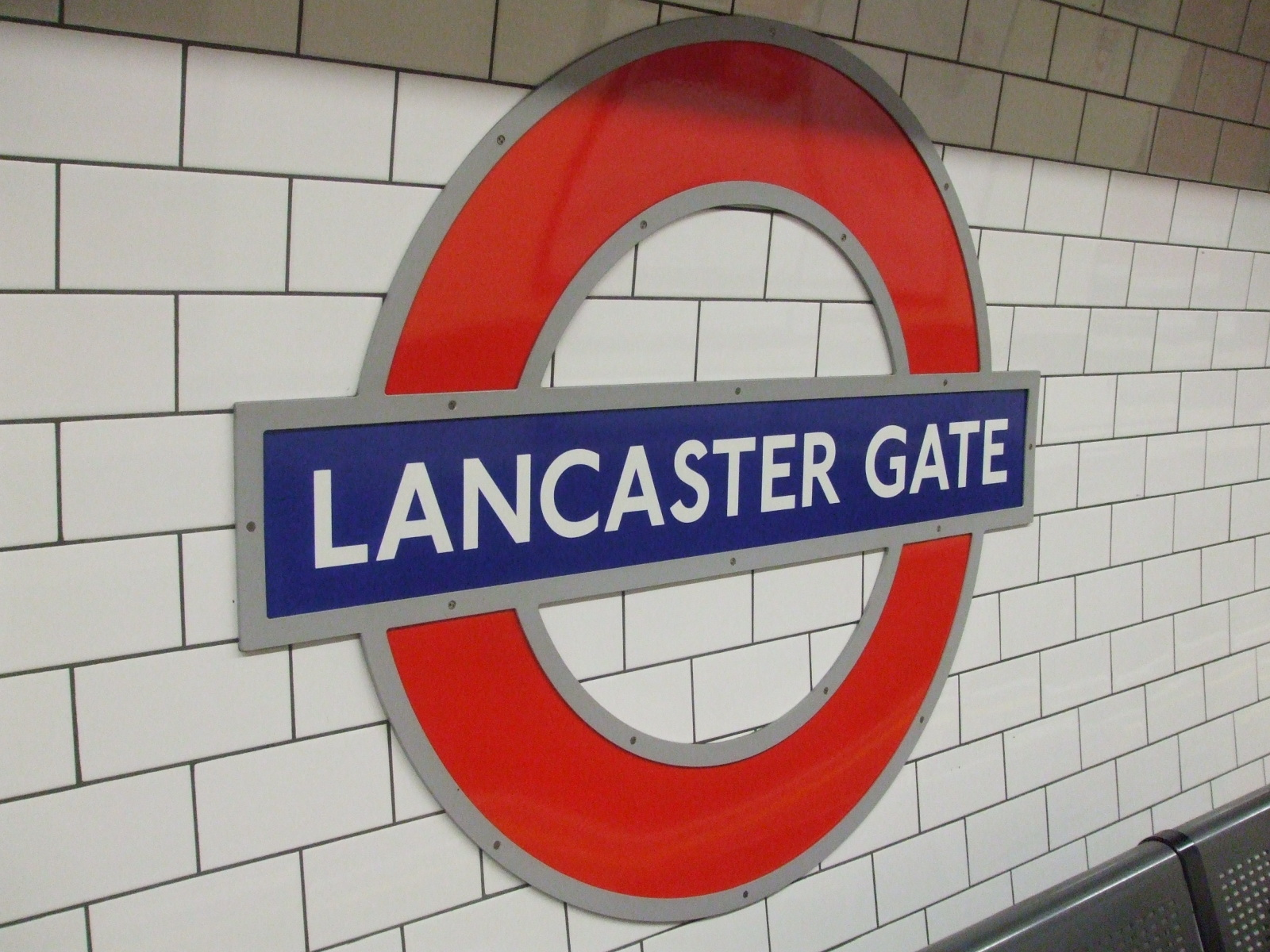
月台圓標